# Bunias
Bunias es un género de plantas con flores perteneciente a la familia Brassicaceae. Comprende 40 especies descritas y de estas, solo 2(3) aceptadas y 6 pendientes de aceptar.
Es el único género en la tribu Buniadeae.

## Taxonomía
El género fue descrito por Carlos Linneo y publicado en Species Plantarum 2: 669. 1753. La especie tipo es: Bunias erucago L.	

## Especies aceptadas
A continuación se brinda un listado de las especies del género Bunias aceptadas hasta octubre de 2014, ordenadas alfabéticamente. Para cada una se indica el nombre binomial seguido del autor, abreviado según las convenciones y usos.
- Bunias cochlearioides Murray
- Bunias erucago L.
- Bunias orientalis L.